# シルバナ・チャウシェバ
シルバナ・チャウシェバ（Silvana Chausheva、女性、1995年5月19日 - ）は、ブルガリアのバレーボール選手。ポジションはオポジット。ブルガリア代表。

## 来歴
スモリャン出身。身長が高かったことから当初はバスケットボール選手になる夢をもっていたが、友人の勧めもありバレーボールをはじめた。2011年、VC Maritzaに入団しバレーボール選手としてのキャリアをスタートさせる。2015年にブルガリア代表に初選出され、同年のワールドグランプリで代表デビューした。2017年のU-23世界選手権で銅メダル獲得した。2018年、ヨーロッパリーグで金メダルを獲得し、自身もベストオポジット賞を受賞した。同年の世界選手権に出場した。

## 球歴
- 世界選手権 - 2018年
- 欧州選手権 - 2015年
- ワールドグランプリ - 2015年
- ネーションズリーグ - 2019年、2022年

## 受賞歴
- 2018年 ヨーロッパリーグ ベストオポジット賞

## 所属クラブ
- VC Maritza（2011-2015年）
- CSMヴォレイ・アルバ・ブラジ（2015-2016年）
- VC Maritza（2016-2017年）
- UYBA Volley（2017-2018年）
- SCポツダム（2018-2019年）
- Volley Soverato（2019-2020年）
- VC Maritza（2020-2022年）
- CSO Voluntari 2005（2022-2023年）